# TLA
En TLA är en akronym som består av tre bokstäver. Ordet TLA är själv en TLA och kommer av engelska ”three-letter acronym”, vilket ungefär betyder ”akronym med tre bokstäver”. TLA:er är mycket vanliga i datorsammanhang. En speciell variant av TLA är en så kallad ETLA eller XTLA (extended, utökad) TLA, där fyra bokstäver brukas i stället. Exempel på det är bios och HTML.
I svenska används också förkortningen TBF (tre-bokstavs-förkortning) för TLA.

## Exempel på TLA:er
- DOS
- RAM
- ROM